# Masayo Tanabu
Masayo Tanabu (田名部 匡代, Tanabu Masayo), née le 10 juillet 1969, est une femme politique japonaise, représentant la préfecture d'Aomori à la Chambre des représentants du Japon, puis à la Chambre des conseillers du Japon pour le Parti démocrate du Japon, puis pour le Parti démocrate constitutionnel. Elle est nommée au gouvernement Kan en 2010, en tant que secrétaire parlementaire chargée de l'Agriculture, des Forêts et de la Pêche. 

## Jeunesse et éducation
Masayo Tanabu naît le 10 juillet 1969 à Hachinohe, dans la préfecture d'Aomori. Elle est la fille de Masami Tanabu (en), ancien ministre de l'Agriculture, des Forêts et de la Pêche du gouvernement Miyazawa. Elle commence sa carrière en tant que secrétaire de son père. Elle travaille ensuite à la patinoire de sa ville natale, tenue par une connaissance de la famille.

## Carrière électorale
Poussée par son père, elle se présente aux élections législatives japonaises de 2000, avec l'approbation du parti démocrate japonais dans la troisième circonscription de la préfecture d'Aomori. Elle échoue face à Tadamori Ōshima, du Parti libéral démocrate du Japon, et ne parvient pas à être élue grâce à la relance proportionnelle. Elle devient ainsi la deuxième génération de Tanabu, après son père, à échouer de se faire élire face à Oshima, ces derniers s'étant opposés sur cette circonscription pendant plus de dix ans, un conflit connu au Japon sous le nom de Guerre de Hachinohe (ja). 
Elle accède néanmoins à la Diète en 2003, après le décès du représentant proportionnel du parti démocrate Ichirō Hino (ja). Elle se représente en 2003, mais est à nouveau battue par Oshima, sans relance proportionnelle. Elle se représente en 2005, puis en 2009, toujours pour perdre contre Oshima, mais retrouve néanmoins la Diète grâce à la relance proportionnelle. Elle se représente en 2012, puis en 2014, mais est de nouveau battue par Oshima, sans relance proportionnelle.
Elle se présente ensuite en 2016 à l'élection de la chambre des conseillers pour représenter la préfecture d'Aomori, et est élue avec une courte avance. Elle siège ensuite à la Commission de l'Agriculture, des Forêts et de la Pêche.
Elle rejoint en 2018 le nouvellement formé Parti démocrate du peuple, dont elle devient l'une des vices présidentes. Lors de la fusion de ce parti avec le parti de l'espoir pour donner le parti démocrate constitutionnel en 2020, elle rejoint alors le comité politique de ce dernier. À la suite de l'échec électoral du PDC lors des élections législatives japonaises de 2021, Yukio Edano, président du parti, démissionne. Elle soutient alors Kenta Izumi à la présidence du parti, dont elle devient la directrice de campagne. Ce dernier gagne la primaire interne du parti, et Tanabu est nommée responsable de la stratégie numérique.
Elle représente le PDC lors de sa candidature à sa réélection en 2022, qui lui permet de conserver son siège.

## Prises de position
Tanabu se déclare favorable à l'instauration de quotas afin de favoriser l'accès des minorités à certains postes, et se déclare favorable à la légalisation du mariage homosexuel au Japon.
Comme la majorité des conseillers démocrates, elle s'oppose à une révision de la constitution du Japon. Elle est également opposée à l'utilisation de l'énergie nucléaire, qu'elle soit militaire ou civile, et souhaite favoriser grandement les énergies renouvelables.
Du point de vue international, elle est également favorable à un renforcement des mesures de sanction prises par le Japon à l'encontre de la Russie, à la suite du conflit opposant cette dernière à l'Ukraine.

## Vie privée
Elle est mariée à un assistant parlementaire.